# Tricyphona (Tricyphona) pectinata
Tricyphona (Tricyphona) pectinata is een tweevleugelige uit de familie Pediciidae. De soort komt voor in het Palearctisch gebied.